# Comtat d'Equestres
El comtat d'Equestres, també comtat de Nyon (Neodunum) a Vaud, fou una jurisdicció feudal formada per l'antic pagus Equestricus. Gingins-la-Sarra suggereix que formava part del comtat de Ginebra el qual s'hauria dividit a finals del segle IX a la mort del comte Manassès I en el comtat de Ginebra propi (comitatus Genenensis) i el comtat d'Equestria (comté des Equestres, comitatus Equestricus) situat a la riba nord del Roine del que formava part el territori que després fou la senyoria de Gex; el territori hauria ocupat la part sud del riu Aubonne, a l'oest del llac de Ginebra, el país de Vaud i (a la part oriental de la segona cadena de la serralada del Jura) el país de Seoding a la diòcesi de Besançon, i el comtat de Nantua (comitatus Varesinus, centrat en el castell de Varey) a la diòcesi de Lió, que després fou el diaconat d'Ultra Roine (decanatus Ultra Rhodani), rebatejat finalment diaconat d'Aubonne o Gex.
El primer comte esmentat és Airbert que hauria mort el 911, ja que apareix en una donació al pagus Equestricus en favor del monestir de Saint-Pierre de Satigny, feta per la seva donar Eldegardis per la salvació de l'ànima d'Airbert, però que està datada "X Kal Mar anno xxiii regnante donno nostro Rodulfo rege", que es referiria a 934 si es tracta de Rofolf II de Borgonya però 911 si es refereix a Rodolf I de Borgonya. Com que Anselm sembla ja era comte abans del 934 la data correcte seria 911, però això no està fora de tota dubte.
Anselm apareix en una donació del 19 de gener del 926 que esmenta a "Turumbertum comitem, et Anselmum comitem de pago Equestrico atque Hugonem conte palatio" i Anselm és qualificat després de "comes in vico Sancti Gervasi" que sembla referit a un suburbi de Ginebra. El comte palatí Hug, un comte Wido, un comte Egelseac i el comte Anselm estaven presents a l'elecció del bisbe de Lausana el 928. Anselm torna a aparèixer amb el seu germà Odalric en una carta de Conrad I de Borgonya del 28 de març de 943 i en una donació a Cluny del 27 de juny del 943 (junt amb el comte Hug, i el germà d'Anselm ara anomenat el comte de palau Odolric, i els comtes Odó i Leutald). El 3 de febrer del 961 apareix en una carta junt a Magneri bisbe de Lausana. Aquest Anselm podria ser el mateix esmentat als Annales Alamannicorum com el que va matar el duc dels alamans Purghart, del qual només es diu que fou "mort per Amselm".
Un Aimó o Annó apareix en una donació i permuta datada el 982 o 983 sobre propietats a Gimel, al comtat d'Equestres, amb l'abadia de Saint-Maurice d'Agaune; el document està subscrit per "Anno comes, Adalbertus comes".
Amalric I és esmentat el 4 de març del 996 en una donació feta per un tal Marinus per l'ànima d'Amalrici i es torna a esmentar el 1001 on apareixen "…Amalricus comes et frater eius Adalgandus…". El seu fill Robert segons Gingins-la-Sarra podria ser el tronc dels senyors de Mont.
Després apareix Anselm II, de relació de parentiu amb l'anterior desconeguda, esmentat en una donació al bisbat de Chur el 22 d'abril del 966, esmentat altre cop el 1001 o 1002 com Anselm, pare d'Anselm bisbe d'Aosta; apareix finalment en una donació del 1006. Es va casar amb Aldius, anteriorment amistançada de Conrad I de Borgonya (vers 965) i mare de Burcard arquebisbe de Lió. Consten quatre fills (Burcard seria fill de la seva dona amb un altre pare) dels quals Odalric (esmentat per darre cop el 1019) va rebre terres del comtat i podria ser Odalric I de Lenzburg origen dels comtes de Lenzburg; un altre fill Anselm III (esmentat per darrer cop el 1026) fou bisbe d'Aosta, un tercer fill Burcard fou bisbe de Lió; la filla Auxília fou esposa d'Humbert I de les Mans Blanques, comte de Mauriena i després de Chablais.
El 1032 el comtes Zähringen de Germània (Suàbia) després ducs, van incorporar la regió i la van dominar fins al 1218 quan va passar als comtes de Savoia.